# پاپیروس بیستون

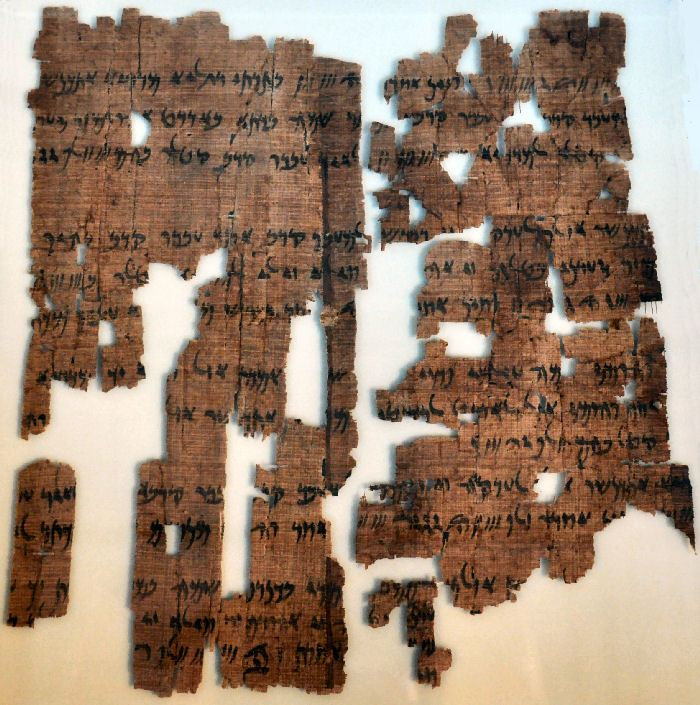
ستون پنجم (برعکس) از پاپیروس بیستون که قطعاتی از ۱۷ سطر از ۱۸ سطر اصلی را می‌نمایاند.

پاپیروس بیستون، با نام رسمی پاپیروس برلین P. 13447، یک کپی جزئیِ آرامی-مصری از کتیبه بیستون است که به عنوان بخشی از پاپیروس‌های الفانتینی‌ای شناخته می‌شود که در طی کاوش‌های آلمانی میان سال‌های ۱۹۰۶ و ۱۹۰۸ کشف شدند. این متن در کد شناسایی کتیبه‌های سلطنتی هخامنشی با نام DB Aram و به‌طور جداگانه با نام TADAE C2.1+3.13 شناخته می‌شود. این تنها نسخه آرامیِ شناخته‌شده از کتیبه‌های سلطنتی هخامنشی است علیرغم اینکه زبان آرامی را زبان میانجی امپراتوری هخامنشی به‌شمار می‌آورند.
این پاپیروس در موزه مصرشناسی برلین است.

## اکتشاف و زمینه تاریخی
این پاپیروس در خلال کاوش‌های باستان‌شناسی آلمان در سال‌های ۱۹۰۶–۱۹۰۸ در الفانتین، جایی که به دلیل اهمیت تاریخی خود به عنوان مستعمره یهودیان در امپراتوری ایران شناخته می‌شود، کشف شد. کشف پاپیروس در خلال یک تلاشِ حفارانه گسترده‌تر برای کشف چشم‌انداز فرهنگی، اجتماعی و سیاسی منطقه در دوران باستان بود.

## انتشار
ادوارد ساچائو با نشر متن و بن‌مایهٔ این پاپیروس در سال ۱۹۱۱، توجه پژوهشگران را به این پاپیروس جلب کرد و به دنبال آن نسخه انگلیسی آرتور ارنست کاولی هم در سال ۱۹۲۳ منتشر شد. تحقیقات و مشارکت‌های بعدی، از جمله ویرایش ۱۹۸۲ توسط Corpus Inscriptionum Iranicarum (CII 1.1)، درک بیشتری از اهمیت پاپیروس ارائه کرد.

## محتوا
این سند دارای دو متن اصلی است، یکی در جلو و دیگری در پشت.

### کتیبه بیستون
ستون‌های راست پاپیروس و ستون‌های ابتدایی آن، نسخه آرامی از کتیبه بیستون داریوش اول (DB Aram) را می‌نمایانند. سنگ‌نبشتهٔ اصلی که خود به سه زبان و خط حکاکی شده‌است، صعود داریوش اول به قدرت، دستاوردهای او و نسب او را روایت می‌کند. این نسخهٔ پاپیروسی، دریچه‌ای ویژه به تفاوت‌های ظریف زبانی و تغییرات این اعلامیهٔ تاریخی به پژوهشگران می‌دهد.
پاپیروس، بسیار تکه‌تکه است اما گمان می‌رود که در اصل روی طوماری ۲۴ ورقی در یازده ستون نوشته شده باشد که ۹ ستون در رکتوم و دو ورق بر روی آن است. هیچ‌یک از یازده ستون اصلی دست نخورده باقی نمانده‌است. در مجموع قسمت‌هایی از چهارده بند خوانش‌پذیر است:
- ستون I: قطعات ۲ خط[۴]
- ستون III: قطعات ۴ خط[۵]
- ستون IV: قطعات ۱۰ خط[۶]
- ستون V: قطعات ۱۷ از ۱۸ خط اصلی بازیابی شده[۷]
- ستون VII: قطعاتِ تقریباً همهٔ خطوط، بازیابی شده[۸]
- ستون هشتم: قطعاتِ تقریباً همهٔ خطوط بازیابی شده[۹]
- ستون XI (برعکس): قطعات همه به جز نیمهٔ بالا سمت راست و آخرین خط[۱۰]